# والتر ماكلين
والتر ماكلين (بالإنجليزية: Walter McLean)‏ هو ضابط أمريكي، ولد في 30 يوليو 1855، وتوفي في 21 مارس 1930 في أنابولس في الولايات المتحدة.